# Pressupost de carboni

Aquesta xifra mostra les taxes a les quals les emissions globals de CO_{2} han de disminuir després del 2024 per limitar l'augment de la temperatura global a 1,5, 1,7 o 2,0 graus centígrads sense dependre de les emissions netes negatives.

Un pressupost de carboni, pressupost d'emissions, quota d'emissions o emissions permeses és el límit superior de les emissions de diòxid de carboni (CO₂) que es poden emetre sense superar una temperatura mitjana global específica. Un pressupost de carboni també pot estar associat amb objectius per a altres variables climàtiques relacionades, com el forçament radiatiu.
Els pressupostos glabals de carboni es calculen d'acord amb les emissions acumulades històriques de la combustió de combustibles fòssils, els processos industrials i els canvis en l'ús del sòl, però varien segons l'objectiu de temperatura global que es triï, la probabilitat de romandre per sota d'aquest objectiu i l'emissió d'altres gasos d'efecte d'hivernacle (GEI). Els pressupostos d'emissions globals es poden dividir en pressupostos de carboni nacionals o per empresa, de manera que els països o organitzacions puguin establir objectius específics de mitigació del canvi climàtic. Els pressupostos de carboni són rellevants per a la mitigació del canvi climàtic perquè indiquen una quantitat finita de diòxid de carboni que es pot emetre amb el temps, abans de generar nivells perillosos d'escalfament global. El canvi en la temperatura global és independent de la ubicació geogràfica d'aquestes emissions i és en gran manera independent del moment en què es produeixen aquestes emissions.
D'acord amb l'Informe especial de 2018 sobre l'escalfament global d'1,5 °C de l'IPCC, l'Institut de Recerca Mercator sobre els Béns Comuns Globals i el Canvi Climàtic estima que el pressupost de CO2 associat amb 1,5 °C d'escalfament s'esgotarà en 2028 si les emissions es mantenen en el nivell actual de finals de la dècada de 2010. Més enllà d'un augment de temperatura d'1,5 °C, augmenta el risc de conseqüències duradores i irreversibles del canvi climàtic.
Un pressupost d'emissions ha de distingir-se d'un objectiu d'emissions, ja que un objectiu d'emissions pot establir-se a nivell internacional o nacional d'acord amb objectius diferents d'una temperatura global específica. Això inclou objectius creats per la seva viabilitat política, en lloc d'objectius basats en evidència científica.

## Estimacions
La troballa d'una relació gairebé lineal entre l'augment de la temperatura global i les emissions acumulades de diòxid de carboni ha encoratjat l'estimació dels pressupostos d'emissions globals per a mantenir-se per sota de nivells perillosos d'escalfament. Des del període preindustrial fins a 2011, ja s'han emès aproximadament 1.890 GtCO2 de CO 2 (GtCO2) a nivell mundial, i 2.050 GtCO2 fins a 2015.
Les estimacions científiques dels pressupostos / quotes d'emissions globals restants difereixen àmpliament a causa de la varietat d'enfocaments metodològics i consideracions de llindars. La majoria de les estimacions encara subestimen l'amplificació de la retroalimentació del canvi climàtic.

## Pressupostos nacionals de carboni
A la llum de les moltes diferències entre els diferents països, incloses, entre d'altres, la població, el nivell d'industrialització, les emissions històriques i les capacitats de mitigació, els científics han intentat assignar els pressupostos globals de carboni entre els països utilitzant mètodes que segueixen diversos principis dequitat. Assignar pressupostos de carboni per estats és comparable a compartir l'esforç per reduir les emissions globals amb criteris d'igualtat. Molts autors han realitzat anàlisis quantitatives que assignen pressupostos de carboni, sovint abordant simultàniament les disparitats a les emissions històriques de GEH entre nacions i altres indicadors. També s'han calculat pressupostos d'emissions nacionals "compatibles amb l'Acord de París" que quantifiquen la discrepància entre les reduccions d'emissions resultants de les vies de mitigació nacionals actuals i les necessàries per complir els compromisos de temperatura i equitat consagrats a l'Acord de París.
Un principi comú que s'ha utilitzat per assignar pressupostos d'emissions globals a les nacions és el principi de responsabilitats comunes però diferenciades. Aquest principi reconeix les contribucions històriques acumulades d'emissions a nivell estatal. Els països amb emissions més grans durant un període establert (per exemple, des de l'era preindustrial fins al present) tenen més responsabilitats a l'hora de mitigar emissions. Per tant, els pressupostos nacionals d'emissions han de ser més petits que els que menys han contaminat en el passat. El concepte de responsabilitat històrica pel canvi climàtic ha prevalgut en la literatura des de principis de la dècada de 1990 i és una part fonamental de l'arquitectura dels acords internacionals sobre canvi climàtic (la CMNUCC, el Protocol de Kyoto i l'Acord de París). En conseqüència, els països que tenen quantificades les emissions històriques acumulades tenen més responsabilitat a prendre les accions més contundents i a ajudar els països en desenvolupament en els seus esforços de mitigació i adaptació al canvi climàtic. Aquest principi està reconegut en els acords internacionals i és part de les estratègies diplomàtiques dels països en desenvolupament, que necessiten un pressupost d'emissions més gran per reduir la inequitat i assolir el desenvolupament sostenible.
Un altre principi d'equitat comú per calcular els pressupostos nacionals d'emissions és el principi "igualitari". Aquest principi estipula que les persones han de tenir els mateixos drets a contaminar i, per tant, els pressupostos d'emissions s'han de distribuir proporcionalment segons les poblacions de cada país. Per tant, alguns científics han argumentat l'ús de les emissions nacionals per càpita en els càlculs del pressupost nacional de carboni. Aquest principi pot ser afavorit per nacions amb poblacions més grans o en creixement ràpid.
Un tercer principi d'equitat que s'ha emprat en els càlculs del pressupost nacional considera la capacitat dels països per emprendre accions de mitigació del canvi climàtic. Aquest principi normalment es calcula a través del PIB per càpita.
Finalment, un quart principi d'equitat normalment utilitzat és el "dret al desenvolupament". És a dir, la quantitat de carboni que els països necessitarien per assolir els Objectius de Desenvolupament Sostenible, segons la seva situació actual. Aquest principi normalment es calcula a través de l'Índex de Desenvolupament Humà o indicadors similars.
A Catalunya, la Llei Catalana de Canvi Climàtic estableix que el Parlament ha d'aprobar, a proposta del Govern, els pressupostos de carboni fins a 2030 abans de finals de 2020 i els pressupostos de carboni entre el 2031 i el 2035 abans de finals de 2023. En cap cas els terminis s'han complert.
Segons un estudi del Grup sobre Governament del Canvi Climàtic de la Universitat Politècnica de Catalunya, el pressupost de carboni restant per a Catalunya, segons criteris de justícia climàtica, és d'aproximadament 210 MtCO₂. Si se segueix amb el mateix ritme d'emissions anuals, el pressupost de carboni restant per a Catalunya s'exhaurirà entre 2027 i 2030.